# Swami Atulananda
Swami Atulananda (Gurudas Maharaj, geboren als Cornelis Johannes Heijblom ; Amsterdam, 7 februari 1870 — 10 augustus 1966) was een van de eerste westerlingen die tot monnik werd gewijd in de Ramakrishna Orde van India. Van 1922 tot aan zijn overlijden in 1966 verbleef hij in India.

## Biografie
Heijblom werd geboren op 7 februari 1870 aan de Keizersgracht in Amsterdam als zoon van Elisa Willem Heijblom (1831-1921), een welgestelde commissionair en makelaar, en Christina Jacoba van Oosterwijk Bruijn (1833-1881). Hij had ten minste drie oudere broers en drie oudere zussen. Het gezin was van orthodox-gereformeerden huize.
Toen Heijblom 11 jaar was, kwam zijn moeder plotseling te overlijden. In 1883 verhuisde het gezin naar Arnhem, waar zijn vader in 1892 hertrouwde met Louisa Georgina Davies (1857-1947), de dochter van een in Wales geboren predikant. In hetzelfde jaar verhuisde het gezin naar Velp. Heijblom trad niet in het voetspoor van zijn vader, zijn beide grootvaders en zijn oudste broer die allen makelaar waren, maar in plaats daarvan volgde hij een landbouwopleiding. Van 1878 tot 1895 was er echter sprake van een landbouwcrisis in Europa en heerste er in Nederland grote werkloosheid. Tienduizenden emigreerden naar Noord-Amerika. Of deze crisis nu de directe aanleiding was, of dat het gewoon de lokroep van de Nieuwe Wereld was, in ieder geval vertrok ook Heijblom uit Nederland en voer op 24 oktober 1891 vanuit Rotterdam met de SS Veendam naar New York, waar hij op 4 november 1891 aankwam. In Amerika voorzag hij afwisselend in zijn onderhoud, o.a. met werk op boerenbedrijven, als koetsier en, na een val met een paard waar hij blijvend rugletsel aan overhield, met kantoorwerk.
In New York maakte hij kennis met de verschillende ideeën van de zogenaamde New Thought-beweging, maar echt aangetrokken voelde hij zich tot het gedachtegoed van de vedanta, de filosofie van het hindoeïsme. Dat de vedanta enige bekendheid had gekregen in Amerika was vooral te danken aan Swami Vivekananda (1863-1902), de voornaamste discipel van Sri Ramakrishna (1836-1886), die als vertegenwoordiger van het hindoeïsme op het World Parliament of Religions in 1893 in Chicago grote indruk had gemaakt. Om het effect ervan te bestendigen had Vivekananda in 1894 de Vedanta Society of New York opgericht en een van zijn broeder-discipels, Swami Abhedananda (1866-1939), gevraagd om daar de leiding op zich te nemen.
In 1898 sloot Heijblom zich aan bij de Vedanta Society in New York en werd hij Swami Abhedananda's student. Deze wijdde hem in 1899 officieel tot novice, waarbij hij de naam van Gurudas (dienaar van de goeroe) ontving. In India ontving Gurudas in 1911 zijn eigenlijke mantra initiatie van Sri Sarada Devi (1853-1920), de Heilige Moeder en vrouw van Sri Ramakrishna. Ten slotte ontving hij in 1923 te Belur Math, het moederklooster van de Ramakrishna Orde even buiten Calcutta, zijn inwijding als monnik van de Ramakrishna Orde en werd hij Swami Atulananda.
In Amerika en in India kwam Swami Atulananda gedurende kortere of langere tijd in contact met bijna alle rechtstreekse leerlingen van Sri Ramakrishna, inclusief Swami Vivekananda. Behalve met Swami Abhedananda in New York had hij eveneens langdurig en intensief contact met Swami Turiyananda (1863-1922), een inspirerend voorbeeld van spiritualiteit voor hem, die hij onder meer assisteerde met de vestiging in 1900 van een retraiteoord in de woestijn van Californië, Shanti Ashram genaamd.
Ondanks twee eerdere, mislukte pogingen om permanent in India te blijven als gevolg van het voor westerlingen veelal hardvochtige klimaat en de grote cultuurverschillen, verliet Swami Atulananda India vanaf 1922 niet meer. Daar verbleef hij vooral in Kankhal (bij Haridwar) en in Barlowganj (Mussoorie), waar hij op 10 augustus 1966 op 96-jarige leeftijd overleed. De swami was alom gerespecteerd om zijn spirituele realisatie, waarbij voor hem het accent op het kennisaspect lag, de zgn. jnana. Zijn benadering tot de spiritualiteit.
Het Leven van Swami Atulananda is de biografie van Swami Atulananda in het Nederlands.